# Алжир на летних Олимпийских играх 2008
Алжир принимал участие в летних Олимпийских играх 2008 года в Пекине (Китай) в одиннадцатый раз за свою историю, и завоевал одну серебряную и одну бронзовую медали. Страну представляли 34 мужчины и 22 женщины, принимавшие участие в соревнованиях по академической гребле, бадминтону, боксу, греко-римской борьбе, велоспорту, волейболу, дзюдо, лёгкой атлетике, настольному теннису, плаванию, тяжёлой атлетике и фехтованию.

## Медали

### 02!Серебро
- Дзюдо, мужчины, до 90 кг — Амар Бенихлеф.

### 03!Бронза
- Дзюдо, женщины, до 52 кг — Сорая Хаддад.

## Результаты

### Академическая гребля
В следующий раунд из каждого заезда проходили несколько лучших экипажей (в зависимости от дисциплины). В финал A выходили 6 сильнейших экипажей, остальные разыгрывали места в утешительных финалах B-F.
Мужчины
| Соревнование                   | Спортсмены                | Предварительный заезд | Предварительный заезд | Предварительный заезд | Отборочный заезд | Отборочный заезд | Отборочный заезд | Четвертьфинал | Четвертьфинал | Четвертьфинал | Полуфинал     | Полуфинал     | Полуфинал     | Финал   | Финал   | Итоговое место |
| Соревнование                   | Спортсмены                | Заезд                 | Время                 | Место                 | Заезд            | Время            | Место            | Заезд         | Время         | Место         | Заезд         | Время         | Место         | Время   | Место   | Итоговое место |
| ------------------------------ | ------------------------- | --------------------- | --------------------- | --------------------- | ---------------- | ---------------- | ---------------- | ------------- | ------------- | ------------- | ------------- | ------------- | ------------- | ------- | ------- | -------------- |
| одиночки                       | Шауки Дрис                | 4                     | 7:57,65               | 5                     | Не проводится    | Не проводится    | Не проводится    | Не участвовал | Не участвовал | Не участвовал | Полуфинал E/F | Полуфинал E/F | Полуфинал E/F | Финал E | Финал E | 29             |
| одиночки                       | Шауки Дрис                | 4                     | 7:57,65               | 5                     | Не проводится    | Не проводится    | Не проводится    | Не участвовал | Не участвовал | Не участвовал | 2             | 7:34,84       | 3             | 7:32,82 | 6       | 29             |
| Мохамед Гариди Камель Айт Дауд | Парные двойки, лёгкий вес | 6.43,94               | 5                     | 6.05,73               | 6                | 6.43,80          | 4                | 6.47,44       | 2 (финал D)   |               |               |               |               |         |         |                |

### Бадминтон
Спортсменов — 1
Мужчины
| Спортсмен      | Вид              | 1/32 финала          | 1/16 финала               | 1/8 финала           | Четвертьфинал        | Полуфинал            | Финал                |
| Спортсмен      | Вид              | Соперник и результат | Соперник и результат      | Соперник и результат | Соперник и результат | Соперник и результат | Соперник и результат |
| -------------- | ---------------- | -------------------- | ------------------------- | -------------------- | -------------------- | -------------------- | -------------------- |
| Набиль Ласмари | Одиночный разряд | -                    | Петер Гаде Пор 6:21, 4:21 | Не прошёл            | Не прошёл            | Не прошёл            | Не прошёл            |

### Бокс
Спортсменов — 7
| Спортсмен            | Категория | 1/16 финала            | 1/8 финала               | Четвертьфинал             | Полуфинал            | Финал                |
| Спортсмен            | Категория | Соперник и результат   | Соперник и результат     | Соперник и результат      | Соперник и результат | Соперник и результат |
| -------------------- | --------- | ---------------------- | ------------------------ | ------------------------- | -------------------- | -------------------- |
| Абдельхалим Уради    | 54 кг     | Джон Джо Невин Пор 4:9 | Не прошёл                | Не прошёл                 | Не прошёл            | Не прошёл            |
| Абделькадер Шади     | 57 кг     | -                      | Сайлом Ади Поб 7:6       | Якуп Кылыч Пор 6:13       | Не прошёл            | Не прошёл            |
| Хамза Краму          | 60 кг     | Йорденис Угас Пор 3:21 | Не прошёл                | Не прошёл                 | Не прошёл            | Не прошёл            |
| Набиль Кассель       | 75 кг     | -                      | Даррен Сазерленд Пор RSC | Не прошёл                 | Не прошёл            | Не прошёл            |
| Абдельхафид Беншабла | 81 кг     | Динеш Кумар Поб RSC    | Рамадан Яссер Поб 13:6   | Чжан Сяопин Пор 7:12      | Не прошёл            | Не прошёл            |
| Абдельазиз Тульбини  | 91 кг     |                        | Деонтей Уайлдер Пор 4:10 | Не прошёл                 | Не прошёл            | Не прошёл            |
| Невфель Уата         | +91 кг    |                        | Хосе Пайарес Поб 7:5     | Вячеслав Глазков Пор 4:10 | Не прошёл            | Не прошёл            |

### Борьба
Спортсменов — 3
Греко-римский стиль
| Спортсмен      | Соревнование | 1/16 финала         | 1/8 Финала                      | Четвертьфинал       | Полуфинал           | 1 дополнительный раунд | 2 дополнительный раунд | Финал               | Место |
| Спортсмен      | Соревнование | Противник Результат | Противник Результат             | Противник Результат | Противник Результат | Противник Результат    | Противник Результат    | Противник Результат | Место |
| -------------- | ------------ | ------------------- | ------------------------------- | ------------------- | ------------------- | ---------------------- | ---------------------- | ------------------- | ----- |
| Мохамед Серир  | 66 кг        | -                   | Сергей Коваленко Пор 0:6, 0:6   | Не прошёл           | Не прошёл           | Не прошёл              | Не прошёл              | Не прошёл           | 20    |
| Мессауд Зегдан | 74 кг        | -                   | Константин Шнейдер Пор 1:4, 0:4 | Не прошёл           | Не прошёл           | Не прошёл              | Не прошёл              | Не прошёл           | 20    |
| Самир Бугуэрра | 96 кг        | -                   | Чжан Хуачен Пор 0:5, 0:3        | Не прошёл           | Не прошёл           | Не прошёл              | Не прошёл              | Не прошёл           | 19    |

### Велоспорт
Спортсменов — 1
Шоссе
Мужчины
| Спортсмен   | Вид             | Время          | Место |
| ----------- | --------------- | -------------- | ----- |
| Хишем Чабан | Групповая гонка | Не финишировал | -     |

### Волейбол
Женщины
Состав команды
Главный тренер:  Ихеджи Мулуд
Результаты
Групповой этап
| Место | Команда   | Очки | Победы | Поражения | Очки выигр. | Очки проигр. | Отношение | Сеты выигр. | Сеты проигр. | Отношение |
| ----- | --------- | ---- | ------ | --------- | ----------- | ------------ | --------- | ----------- | ------------ | --------- |
| 1     | Бразилия  | 10   | 5      | 0         | 377         | 226          | 1,668     | 15          | 0            | МАКС      |
| 2     | Италия    | 9    | 4      | 1         | 372         | 315          | 1,181     | 12          | 4            | 3,000     |
| 3     | Россия    | 8    | 3      | 2         | 353         | 312          | 1,131     | 10          | 6            | 1,667     |
| 4     | Сербия    | 7    | 2      | 3         | 343         | 349          | 0,983     | 6           | 10           | 0,600     |
| 5     | Казахстан | 6    | 1      | 4         | 323         | 404          | 0,800     | 4           | 13           | 0,308     |
| 6     | Алжир     | 5    | 0      | 5         | 230         | 392          | 0,587     | 1           | 15           | 0,067     |

| 9 августа 2008 12:30 | Отчёт | Алжир                              | 0 : 3 | Бразилия | Столичный дворец спорта Зрителей: 12 000 Судьи: Цзян Лю |
| 9 августа 2008 12:30 | Отчёт | Счёт по сетам: 11:25, 11:25, 10:25 |       |          | Столичный дворец спорта Зрителей: 12 000 Судьи: Цзян Лю |
| 9 августа 2008 12:30 | Отчёт | 32                                 | Очки  | 75       | Столичный дворец спорта Зрителей: 12 000 Судьи: Цзян Лю |

| 11 августа 2008 10:00 | Отчёт | Алжир                              | 0 : 3 | Сербия | Дворец спорта Пекинского политехнического университета Зрителей: 3100 Судьи: Янпен Йикаракул |
| 11 августа 2008 10:00 | Отчёт | Счёт по сетам: 14:25, 13:25, 13:25 |       |        | Дворец спорта Пекинского политехнического университета Зрителей: 3100 Судьи: Янпен Йикаракул |
| 11 августа 2008 10:00 | Отчёт | 40                                 | Очки  | 75     | Дворец спорта Пекинского политехнического университета Зрителей: 3100 Судьи: Янпен Йикаракул |

| 13 августа 2008 10:00 | Отчёт | Италия                            | 3 : 0 | Алжир | Дворец спорта Пекинского политехнического университета Зрителей: 3400 Судьи: Карин Загорцова |
| 13 августа 2008 10:00 | Отчёт | Счёт по сетам: 25:7, 25:20, 25:12 |       |       | Дворец спорта Пекинского политехнического университета Зрителей: 3400 Судьи: Карин Загорцова |
| 13 августа 2008 10:00 | Отчёт | 75                                | Очки  | 39    | Дворец спорта Пекинского политехнического университета Зрителей: 3400 Судьи: Карин Загорцова |

| 15 августа 2008 10:00 | Отчёт | Алжир                              | 0 : 3 | Россия | Дворец спорта Пекинского политехнического университета Зрителей: 3500 Судьи: Патрисия Сальваторе |
| 15 августа 2008 10:00 | Отчёт | Счёт по сетам: 11:25, 19:25, 10:25 |       |        | Дворец спорта Пекинского политехнического университета Зрителей: 3500 Судьи: Патрисия Сальваторе |
| 15 августа 2008 10:00 | Отчёт | 40                                 | Очки  | 75     | Дворец спорта Пекинского политехнического университета Зрителей: 3500 Судьи: Патрисия Сальваторе |

| 17 августа 2008 10:00 | Отчёт | Казахстан                                 | 3 : 1 | Алжир | Дворец спорта Пекинского политехнического университета Зрителей: 3500 Судьи: Патрисия Сальваторе |
| 17 августа 2008 10:00 | Отчёт | Счёт по сетам: 25:18, 25:20, 17:25, 25:16 |       |       | Дворец спорта Пекинского политехнического университета Зрителей: 3500 Судьи: Патрисия Сальваторе |
| 17 августа 2008 10:00 | Отчёт | 92                                        | Очки  | 79    | Дворец спорта Пекинского политехнического университета Зрителей: 3500 Судьи: Патрисия Сальваторе |

### Дзюдо
Спортсменов — 10
Мужчины
| Спортсмен      | Категория | 1/32               | 1/16                           | 1/8                     | 1/4                      | 1/2                          | 1-й доп. раунд             | Утешит. четвертьфинал | Утешит. полуфинал    | За 3 место           | Финал                       |
| Спортсмен      | Категория | Соперник Результат | Соперник Результат             | Соперник Результат      | Соперник Результат       | Соперник Результат           | Соперник Результат         | Соперник Результат    | Соперник Результат   | Соперник Результат   | Соперник Результат          |
| -------------- | --------- | ------------------ | ------------------------------ | ----------------------- | ------------------------ | ---------------------------- | -------------------------- | --------------------- | -------------------- | -------------------- | --------------------------- |
| Омар Ребахи    | До 60 кг  | -                  | Ришод Собиров пор иппон        | Закончил выступление    | Закончил выступление     | Закончил выступление         | Закончил выступление       | Закончил выступление  | Закончил выступление | Закончил выступление | Закончил выступление        |
| Мунир Бенамади | До 66 кг  | -                  | Стивен Браун поб иппон         | Мирали Шарипов пор шидо | Закончил выступление     | Закончил выступление         | Закончил выступление       | Закончил выступление  | Закончил выступление | Закончил выступление | Закончил выступление        |
| Амар Мериджа   | До 73 кг  |                    | Константин Семёнов пор вазаари | Закончил выступление    | Закончил выступление     | Закончил выступление         | Закончил выступление       | Закончил выступление  | Закончил выступление | Закончил выступление | Закончил выступление        |
| Амар Бенихлеф  | До 90 кг  |                    | Мохамед Эль-Асри поб юко       | Давид Аларса поб иппон  | Сергей Ашванден поб шидо | Ив-Матье Дефревиль поб иппон |                            |                       |                      |                      | Ираклий Цирекидзе пор иппон |
| Хассан Аззун   | До 100 кг |                    | Мовлуд Миралиев пор иппон      | Не прошёл               | Не прошёл                | Не прошёл                    | Леван Жоржолиани пор иппон | Закончил выступление  | Закончил выступление | Закончил выступление | Закончил выступление        |

Женщины
| Спортсмен    | Категория | 1/16                     | 1/8                            | 1/4                   | 1/2                   | 1-й доп. раунд               | Утешит. четвертьфинал | Утешит. полуфинал     | За 3 место                 | Финал                 |
| Спортсмен    | Категория | Соперник Результат       | Соперник Результат             | Соперник Результат    | Соперник Результат    | Соперник Результат           | Соперник Результат    | Соперник Результат    | Соперник Результат         | Соперник Результат    |
| ------------ | --------- | ------------------------ | ------------------------------ | --------------------- | --------------------- | ---------------------------- | --------------------- | --------------------- | -------------------------- | --------------------- |
| Мерием Мусса | До 48 кг  | Сандрин Иленду поб юко   | Михаэла Башин пор вазаари      | Закончила выступление | Закончила выступление | Закончила выступление        | Закончила выступление | Закончила выступление | Закончила выступление      | Закончила выступление |
| Сорая Хаддад | До 52 кг  | Мари Мюллер поб иппон    | Ортенс Дидиу поб юко           | Ким Йонг Ок поб иппон | Сянь Дунмэй пор иппон | Не прошла                    | Не прошла             | Не прошла             | Чолпан Халиева поб вазаари | Закончила выступление |
| Лила Латрус  | До 57 кг  | Сюй Янь пор иппон        | Не прошла                      | Не прошла             | Не прошла             | Нина Койвумяки пор кока      | Закончила выступление | Закончила выступление | Закончила выступление      | Закончила выступление |
| Кахина Саиди | До 63 кг  | Маркон Беццина поб иппон | Элизабет Виллебордсе пор иппон | Закончила выступление | Закончила выступление | Закончила выступление        | Закончила выступление | Закончила выступление | Закончила выступление      | Закончила выступление |
| Рашида Урдан | До 70 кг  |                          | Эдит Босх пор вазаари          | Не прошла             | Не прошла             | Сисилия Расокисоке поб иппон | Ронда Раузи пор иппон | Закончила выступление | Закончила выступление      | Закончила выступление |

### Лёгкая атлетика
Спортсменов — 12
Мужчины
| Спортсмен       | Вид                   | Предварительный круг | Предварительный круг | Полуфинал | Полуфинал | Финал     | Финал     |
| Спортсмен       | Вид                   | Результат            | Место                | Результат | Место     | Результат | Место     |
| --------------- | --------------------- | -------------------- | -------------------- | --------- | --------- | --------- | --------- |
| Набиль Мади     | 800м                  | 1.45,75              | 3                    | 1.45,63   | 1         | 1.45,96   | 7         |
| Наджим Мансеур  | 800м                  | 1.45,62              | 3                    | 1.45,54   | 4         | 1.47,19   | 8         |
| Тарек Букенса   | 1500м                 | 3.36,11              | 4                    | 3.39,73   | 8         | Не прошёл | Не прошёл |
| Антар Зергуэлан | 1500м                 | 3.42,30              | 5                    | 3.40,64   | 11        | Не прошёл | Не прошёл |
| Камаль Булафан  | 1500м                 | 3.45,59              | 11                   | Не прошёл | Не прошёл | Не прошёл | Не прошёл |
| Али Саиди-Сиеф  | 5000м                 | 14.15,00             | 12                   | Не прошёл | Не прошёл | Не прошёл | Не прошёл |
| Рабиа Махлуфи   | 3000м с препятствиями | 8.29,74              | 11                   | Не прошёл | Не прошёл | Не прошёл | Не прошёл |
| Мохамед Амеур   | Ходьба 20 км          |                      |                      |           |           | 1:32.31   | 48        |

Женщины
| Спортсмен      | Вид                   | Предварительный круг | Предварительный круг | Полуфинал | Полуфинал | Финал     | Финал     |
| Спортсмен      | Вид                   | Результат            | Место                | Результат | Место     | Результат | Место     |
| -------------- | --------------------- | -------------------- | -------------------- | --------- | --------- | --------- | --------- |
| Наида Туами    | 1500м                 | 4.18,99              | 11                   | Не прошла | Не прошла | Не прошла | Не прошла |
| Суад Аит Салем | Марафон               |                      |                      |           |           | 2:28.29   | 9         |
| Видад Мендиль  | 3000м с препятствиями | 9.52,35              | 17                   | Не прошла | Не прошла | Не прошла | Не прошла |
| Байя Рахули    | Тройной прыжок        | 13,87                | 22                   | Не прошла | Не прошла | Не прошла | Не прошла |

### Настольный теннис
Спортсменов — 1
Мужчины
| Спортсмен  | Разряд           | Предваритель- ный раунд                               | 1-й раунд     | 2-й раунд     | 3-й раунд     | 4-й раунд     | Четвертьфинал | Полуфинал     | Финал         |           |
| Спортсмен  | Разряд           | Соперник Счёт                                         | Соперник Счёт | Соперник Счёт | Соперник Счёт | Соперник Счёт | Соперник Счёт | Соперник Счёт | Соперник Счёт |           |
| ---------- | ---------------- | ----------------------------------------------------- | ------------- | ------------- | ------------- | ------------- | ------------- | ------------- | ------------- | --------- |
| Идир Хурта | Одиночный разряд | Уильям Хензелл пор 1-4 (11:8, 3:11, 2:11, 5:11, 8:11) | Не прошёл     | Не прошёл     | Не прошёл     | Не прошёл     | Не прошёл     | Не прошёл     | Не прошёл     | Не прошёл |

### Плавание
Спортсменов — 5
Мужчины
| Спортсмен     | Вид                        | Заплыв    | Заплыв | Полуфинал | Полуфинал | Финал     | Финал     |
| Спортсмен     | Вид                        | Результат | Место  | Результат | Место     | Результат | Место     |
| ------------- | -------------------------- | --------- | ------ | --------- | --------- | --------- | --------- |
| Салим Ильес   | 50 м вольный стиль         | 22,35     | 23     | Не прошёл | Не прошёл | Не прошёл | Не прошёл |
| Набиль Кеббаб | 100 м вольный стиль        | 49,38     | 32     | Не прошёл | Не прошёл | Не прошёл | Не прошёл |
| Марез Мебарек | 200 м вольный стиль        | 1.52,56   | 51     | Не прошёл | Не прошёл | Не прошёл | Не прошёл |
| Софиан Даид   | 100 м брасс                | 1.02,45   | 44     | Не прошёл | Не прошёл | Не прошёл | Не прошёл |
| Софиан Даид   | 200 м брасс                | 2.16,15   | 42     | Не прошёл | Не прошёл | Не прошёл | Не прошёл |
| Мехди Хамама  | 200 м комплексное плавание | 2.04,91   | 41     | Не прошёл | Не прошёл | Не прошёл | Не прошёл |

### Тяжёлая атлетика
Спортсменов - 1
Женщины
| Спортсмен                | Категория | Масса | Рывок | Рывок | Рывок | Толчок | Толчок | Толчок | Всего | Место |
| Спортсмен                | Категория | Масса | 1     | 2     | 3     | 1      | 2      | 3      | Всего | Место |
| ------------------------ | --------- | ----- | ----- | ----- | ----- | ------ | ------ | ------ | ----- | ----- |
| Лейла Франсуаза Лассуани | 63 кг     | 62,28 | 85    | 90    | 90    | 110    | 110    | 110    | 0     | -     |

### Фехтование
Спортсменов — 2
Женщины
| Спортсмен      | Вид    | 1/32                   | 1/16               | 1/8                | Четвертьфинал      | Полуфинал          | Матч за 3-е место  | Финал              | Место |
| Спортсмен      | Вид    | Соперник Результат     | Соперник Результат | Соперник Результат | Соперник Результат | Соперник Результат | Соперник Результат | Соперник Результат | Место |
| -------------- | ------ | ---------------------- | ------------------ | ------------------ | ------------------ | ------------------ | ------------------ | ------------------ | ----- |
| Анисса Хелфауи | Рапира | Ханна Томпсон Пор 2:11 | Не прошла          | Не прошла          | Не прошла          | Не прошла          | Не прошла          | Не прошла          | 38    |
| Хадия Бенталеб | Шпага  |                        | Эмесе Щащ Пор 4:15 | Не прошла          | Не прошла          | Не прошла          | Не прошла          | Не прошла          | 24    |